# Гончар Людмила Іванівна
Людмила Іванівна Гончар (нар. 24 липня 1936?) — українська радянська діячка, новатор виробництва, монтажниця радіоапаратури корпусу № 12 Львівського виробничого об'єднання імені Леніна Львівської області. Член Ревізійної Комісії КПУ в 1986—1990 роках.

## Біографія
У 1970-х — 1990-х роках — монтажниця радіоапаратури корпусу № 12 Львівського виробничого об'єднання імені Леніна.
Член КПРС. Обиралася членом партійного комітету Львівського виробничого об'єднання імені Леніна.
Потім — на пенсії в місті Львові.

## Нагороди
- ордени
- медалі